# Єлянка
Єлянка (пол. Jelanka) — село в Польщі, у гміні Жечнюв Ліпського повіту Мазовецького воєводства.
Населення — 184 особи (2011).
У 1975—1998 роках село належало до Радомського воєводства.

## Демографія
Демографічна структура станом на 31 березня 2011 року:
|          | Загалом | Допрацездатний вік | Працездатний вік | Постпрацездатний вік |
| -------- | ------- | ------------------ | ---------------- | -------------------- |
| Чоловіки | 92      | 16                 | 65               | 11                   |
| Жінки    | 92      | 24                 | 51               | 17                   |
| Разом    | 184     | 40                 | 116              | 28                   |